# Falcon 9 v1.1
Falcon 9 v1.1 var en rymdraket och en vidareutveckling av Falcon 9. Den vägde 60% mer än sin föregångare och kunde placera 13 150 kg i omloppsbana runt jorden.

## Uppskjutningar
Lista över SpaceX raketuppskjutningar